# 青戸裕之
青戸 裕之（あおと ひろゆき、1963年5月14日 - 2023年6月22日）は、日本の歌手、ウクレレ奏者、ボーカル・ウクレレ講師である。島根県松江市出身。

## 略歴
- 元日本航空株式会社パイロット。
- 2006年、ハワイアンバンドを結成。大桟橋で行われた世界最大級のハワイアンフェスティバル「Yokohama Hawaii Festival」では、来場者30万人を前に、ハワイの情景を垣間見せる美声と演奏で、オーディエンスを魅了。以後、数多くのハワイアンイベントに出演。
- 2010年、満を持してソロでの活動を開始。
- 2011年、太平洋文化芸術祭にて、グラミー賞ノミネート歌手である、ハワイの歌姫「Raiatea」と共演[1]。
- ソロシンガーとして、東京・横浜・湘南を中心にイベント、ライブハウスなどで積極的に演奏活動を行っている。中でも著名人とのセッションには定評がある。他、西湘地区にて Vocal and Ukulele 教室を開講、講師としても活動の場を広げている。
- 2023年6月22日、逝去。